# Ludoterapia
Ludoterapia é uma técnica psicoterápica de abordagem infantil que se baseia no fato de que brincar é um meio natural de autoexpressão da criança. O brincar terapêutico tem sido objeto de estudo nas diferentes linhas teóricas da psicologia tais como a psicanálise, a cognitivo-comportamental e a humanista, pois é considerada como mais uma possibilidade diagnóstica e/ou terapêutica nos atendimentos.
Durante as sessões de ludoterapia é dada a oportunidade da criança libertar os seus sentimentos e problemas através da brincadeira. É igual a terapia dos adultos, onde ele resolve os problemas através da fala. Só que na ludoterapia a criança tem o brinquedo e a brincadeira para exprimir os seus sentimentos. A ludoterapia poder ser feita individualmente ou em grupo.
A origem da ludoterapia se deu com o surgimento da clínica psicanalítica infantil com Hermine Hug-Hellmut, uma psicanalista austríaca. Ela é considerada a primeira psicanalista praticando com crianças.